# Самарский (Целинский район)
Сама́рский — хутор в Целинском районе Ростовской области.
Входит в состав Кировского сельского поселения.

## Население
| 2010 |
| ---- |
| 279  |

## Улицы
На хуторе имеется одна улица — Садовая.